# Нікітін Дмитро Володимирович
Дмитро́ Володи́мирович Нікі́тін (нар. 20 квітня 1974) — український граючий тренер, команда «Скіфи-ДонНТУ».

## Спортивні досягнення
- 15-разовий чемпіон України,
- 5-разовий володар Кубка України,
- 3-разовий володар кубка СНД,
- володар Відкритого Кубка Австрії,
- бронзовий призер Чемпіонату Європи у складі збірної країни.